# コンピュータフェスティバル
コンピュータフェスティバルは、中国地区高専コンピュータクラブコミュニティによって毎年開催されるフェスティバル形式のコンテスト。略称コンフェス。中国地区にある高等専門学校のコンピュータ系クラブの部員が制作したプログラムや映像などの展示・上映が行われる。また、その年の全国高等専門学校プログラミングコンテストの競技部門と同じ課題を用いた競技会も開催される。コンテストは年度ごとに幹事校である高等専門学校で開催され、一般に広く公開されている。

## 歴史
- 平成5年度 1993年11月13日 第1回

幹事校:宇部工業高等専門学校
- 平成6年度 第2回

幹事校:徳山工業高等専門学校
- 平成7年度 第3回

幹事校:松江工業高等専門学校
- 平成8年度 第4回

幹事校:大島商船高等専門学校
- 平成9年度 第5回

幹事校:米子工業高等専門学校
- 平成10年度 第6回

幹事校:津山工業高等専門学校
- 平成11年度 第7回

幹事校:宇部工業高等専門学校
- 平成12年度 第8回

幹事校:徳山工業高等専門学校
- 平成13年度 第9回

幹事校:松江工業高等専門学校
- 平成14年度 2003年2月8日 第10回

幹事校:大島商船高等専門学校
- 平成15年度 2004年1月31日 第11回

幹事校:米子工業高等専門学校
- 平成16年度 2005年1月22日 第12回

幹事校:津山工業高等専門学校
- 平成17年度 2006年1月21日 第13回

幹事校:宇部工業高等専門学校
- 平成18年度 2007年1月20日 第14回

幹事校:徳山工業高等専門学校
- 平成19年度 2008年3月8日 第15回

幹事校:松江工業高等専門学校
- 平成20年度 2009年3月7日 第16回

幹事校:大島商船高等専門学校
- 平成21年度 2009年3月6日 第17回

幹事校:米子工業高等専門学校
- 平成22年度 2011年3月12日 第18回

幹事校:津山工業高等専門学校
- 平成23年度 2012年3月10日 第19回

幹事校:宇部工業高等専門学校
- 平成24年度 2013年3月9日 第20回

幹事校:広島商船高等専門学校
- 平成25年度 2014年3月9日 第21回

幹事校:徳山工業高等専門学校
- 平成26年度 2015年3月11日 第22回

幹事校:松江工業高等専門学校
- 平成27年度 2016年3月10日 第23回

幹事校:大島商船高等専門学校
- 平成28年度 2017年3月13日 第24回

幹事校:米子工業高等専門学校
- 平成29年度 2018年3月12日 第25回

幹事校:津山工業高等専門学校
- 平成30年度 2019年3月9日 第26回

幹事校:宇部工業高等専門学校
- 令和元年度 2021年3月14日--3月18日第27回 オンライン開催（COVID-19対応）

幹事校:広島商船高等専門学校
- 令和元年度 2021年3月10日--3月14日 第28回　オンライン開催（COVID-19対応）

幹事校:徳山工業高等専門学校
- 令和3年度 2022年3月14日--3月18日 第29回　オンライン開催（COVID-19対応）

幹事校:松江工業高等専門学校
- 令和4年度 2023年3月16日 第30回

幹事校:大島商船高等専門学校
- 令和5年度 2024年3月15日 第31回

幹事校:米子工業高等専門学校
- 令和6年度 2025年3月13日 第32回

幹事校:津山工業高等専門学校